# Carlo Schanzer

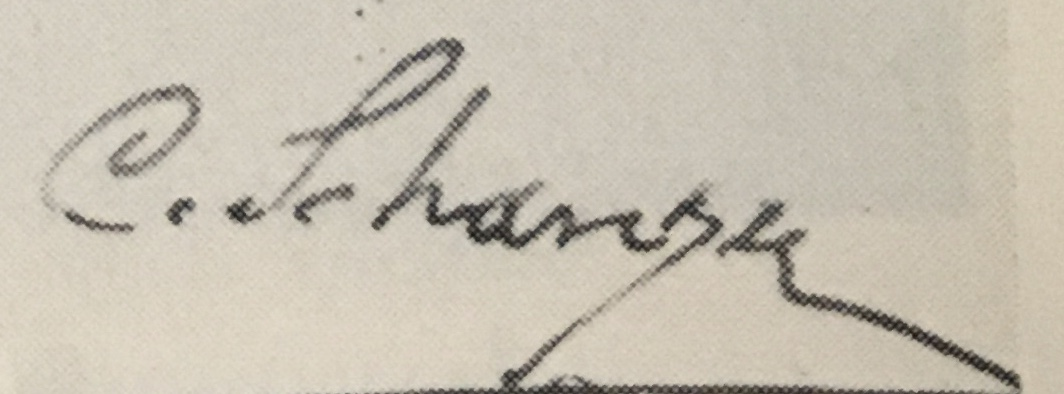
Autografo Carlo Schanzer

Carlo Schanzer (Vienna, 18 dicembre 1865 – Roma, 23 ottobre 1953) è stato un politico italiano.

## Carriera professionale
Avvocato, ufficiale della direzione generale di statistica, passò in seguito alla Biblioteca del Senato del Regno. Nel 1893 fu nominato referendario e divenne consigliere di Stato nel 1898. Dal 1901 fu direttore generale dell'amministrazione civile, e deputato al Parlamento dal 1900 al 1919.

## Carriera politica
Chiamato al Governo, fu ministro delle poste e telegrafi dal 1906 al 1909; dal 1912 ricoprì la carica di presidente di sezione del Consiglio di Stato.
Fu nominato Senatore del Regno il 7 ottobre 1919.
Nel 1919-20 fu di nuovo ministro del tesoro, poi delle finanze, e poi di nuovo del tesoro. Fu poi a capo della delegazione italiana alla Conferenza navale di Washington (nel 1921), delegato italiano alla conferenza di Genova (nel 1922) e poi più volte delegato all'assemblea delle Società delle Nazioni; chiamato di nuovo al governo, fu per due volte Ministro degli esteri nel 1922.
Si iscrisse all'Unione Nazionale Fascista del Senato (UNFS) il 9 giugno 1926 e al Partito Nazionale Fascista (PNF) 15 aprile 1929.
Nominato Ministro di Stato, sarà collocato a riposo dal Consiglio di Stato, a domanda, il 26 dicembre 1928.

## Vita privata
Nato a Vienna, era figlio del finanziere Luigi (Ludwig) Schanzer (Żywiec, 1832-Vienna, 1886), amico di Giolitti, e di Amalia Grunberg (Amalie Pauline Grünberg) (Leopoli, 1845-?), pianista affermata. Il padre Ludwig (in italiano detto Luigi) era figlio di Maximilian Schanzer (originariamente il suo cognome era scritto Szancer) e di Johanna Schanzer (nata Hirsch). La madre Amalie Pauline (in italiano detta Amalia) era figlia di Leo Grünberg e di Sofie (o Sophie) Grünberg (nata Baczales) e sorella del direttore d'orchestra Eugen Grünberg (Leopoli, 30 ottobre 1854-Boston, 11 novembre 1928) (in italiano noto come Eugenio Grunberg ed in ambito di lingua inglese come Eugene Gruenberg).
Aveva tre fratelli: Ottone (Otto), funzionario statale, letterato e librettista, Roberto (Robert), ingegnere e matematico e Alice, poetessa, traduttrice e critica letteraria e moglie di Tancredi Galimberti e madre di Duccio Galimberti. Il 23 luglio 1899, a Lucca, sposa Corinna Centurini, figlia di Alessandro (banchiere, industriale, deputato e senatore del regno). Dalla coppia nascono: Lodovica Schanzer, sposatasi con Michele Busiri Vici e Fulvia Schanzer (1901-1984), sposatasi con Giulio Ripa di Meana (1899-1968). Lo Schanzer fu dunque nonno di Carlo Ripa di Meana.